# Nadja Pasternack
Nadja Pasternack (ur. 4 lipca 1996) – szwajcarska bobsleistka, olimpijka z Pekinu 2022, brązowa medalistka mistrzostw świata juniorów.

## Udział w zawodach międzynarodowych
| Impreza                     | Rok  | Gospodarz    | Konkurencja | Miejsce |                      |      |       |        |    |
| --------------------------- | ---- | ------------ | ----------- | ------- | -------------------- | ---- | ----- | ------ | -- |
| Impreza                     | Rok  | Gospodarz    | Konkurencja | Miejsce | Igrzyska olimpijskie | 2022 | Pekin | dwójki | 6. |
| Mistrzostwa świata          | 2020 | Altenberg    | dwójki      | 7.      |                      |      |       |        |    |
| Mistrzostwa świata          | 2021 | Altenberg    | dwójki      | 10.     |                      |      |       |        |    |
| Mistrzostwa Europy          | 2020 | Sigulda      | dwójki      | 8.      |                      |      |       |        |    |
| Mistrzostwa Europy          | 2021 | Winterberg   | dwójki      | 10.     |                      |      |       |        |    |
| Mistrzostwa Europy          | 2022 | Sankt Moritz | dwójki      | 10.     |                      |      |       |        |    |
| Mistrzostwa świata juniorów | 2021 | Sankt Moritz | dwójki      | 03 !    |                      |      |       |        |    |